# Rose Castle
Rose Castle är ett slott i Storbritannien.   Det ligger i grevskapet Cumbria och riksdelen England, i den centrala delen av landet, 400 km nordväst om huvudstaden London. Rose Castle ligger 79 meter över havet.
Terrängen runt Rose Castle är huvudsakligen platt, men åt sydväst är den kuperad.Runt Rose Castle är det ganska glesbefolkat, med 24 invånare per kvadratkilometer. Närmaste större samhälle är Carlisle, 10,2 km norr om Rose Castle. Trakten runt Rose Castle består i huvudsak av gräsmarker.